# Rubídium-hidroxid
| Rubídium-hidroxid                                                                                               |                                                                  |
| IUPAC-név | rubídium-hidroxid                                                |
| Kémiai azonosítók                                                                                               |                                                                  |
| CAS-szám | 1310-82-3                                                        |
| PubChem | 62393                                                            |
| ChemSpider | 56181                                                            |
| EINECS-szám | 215-186-0                                                        |
| KEGG | C13515                                                           |
| ChEBI | 32108                                                            |
| RTECS szám | VL8750000                                                        |
| SMILES | [Rb+].[OH-]                                                      |
| InChI | 1/H2O.Rb/h1H2;/q;+1/p-1                                          |
| InChIKey | CPRMKOQKXYSDML-UHFFFAOYSA-M                                      |
| Gmelin | 100502                                                           |
| UNII | 2692362HBM                                                       |
| Kémiai és fizikai tulajdonságok                                                                                 |                                                                  |
| Kémiai képlet                                                                                                   | RbOH                                                             |
| Moláris tömeg                                                                                                   | 102.475 g/mol                                                    |
| Megjelenés | szürkés-fehér szilárd anyag, higroszkópos                        |
| Sűrűség | 3.203 g/cm³                                                      |
| Olvadáspont | 301 °C                                                           |
| Forráspont | 1390 °C                                                          |
| Oldhatóság (vízben)                                                                                             | 100 g/100 mL (15 °C)                                             |
| Oldhatóság | oldódik etanolban                                                |
| Termokémia |                                                                  |
| Std. képződési entalpia ΔfHo298                                                                                 | −413.8 kJ/mol                                                    |
| Veszélyek |                                                                  |
| EU Index | nincs listázva                                                   |
| Főbb veszélyek                                                                                                  | korrozív                                                         |
| NFPA 704 | 0 3 1                                                            |
| Lobbanáspont | nem gyúlékony                                                    |
| LD50 | 900 mg·kg−1 egér, szájon át 586 mg·kg−1 patkány, szájon át       |
| Rokon vegyületek                                                                                                |                                                                  |
| Azonos anion | lítium-hidroxid nátrium-hidroxid kálium-hidroxid cézium-hidroxid |
| Rokon vegyületek                                                                                                | rubídium-oxid                                                    |
| Ha másként nem jelöljük, az adatok az anyag standardállapotára (100 kPa) és 25 °C-os hőmérsékletre vonatkoznak. |                                                                  |

A rubídium-hidroxid (RbOH) egy nagyon erős lúgos kémhatású vegyület, mely  marja az üveget. A természetben nem fordul elő, mesterségesen előállított formában azonban forgalmazzák, elő lehet állítani rubídium-oxidból. Egy rubídium- és egy hidrixidionból áll.
A kereskedelemben vizes oldata van forgalomban.
Az RbOH erősen maró vegyület, emiatt csak védőfelszerelésben lehet dolgozni vele, beleértve a védőkesztyűt, szem- és arcvédőt, illetve a védőruházatot.

## Előállítása
A rubídium-hidroxidot elő lehet állítani rubídium-oxid vízben való oldásával:
Rb2O (s) + H2O (l) → 2 RbOH (aq)
Elő lehet állítani elemi rubídium és víz reakciójával is:
{\displaystyle \mathrm {2\ Rb+2\ H_{2}O\longrightarrow 2\ RbOH+\ H_{2}} }
Keletkezhet rubídium-szulfát és bárium-hidroxid reakciójával:
{\displaystyle \mathrm {Rb_{2}SO_{4}+Ba(OH_{2})\longrightarrow 2\ RbOH+BaSO_{4}\downarrow } }
A rubídium-hidroxidot a kereskedelmi forgalomban 50% vagy 90%-os vizes oldatban, mennyiségileg az 5g többszöröseiként.

## Tulajdonságai
Erősebb bázis  mint a nátrium- vagy a kálium-hidroxid. Reakcióba lép a rubídium-bikarbonáttal.
Tércsoport: Cmcm. Rácsállandók: a = 415 pm, b = 430 pm és c = 122 pm.

## Felhasználása
Elsősorban kutatási célokra használják, mivel az iparban a kevésbé veszélyes  nátrium- és kálium-hidroxiddal kiváltható a használata.
A rubídium-hidroxidból keveset használnak a tudományos kutatásokban, mert drága. És hogy ne keletkezzen drága rubídium hulladék.
Szinte minden rubídium előállítására irányuló szintézisnél keletkezik rubídium-hidroxid köztitermékként.
Használják katalizátorként az oxidatív klórozásoknál.

## Óvintézkedések
A rubídium-hidroxid erősen maró vegyület, ezért bőrrel való érintkezésekor azonnal égési sérülést okozhat, emiatt csak védőfelszerelésben lehet dolgozni vele, beleértve a védőkesztyűt, szem- és arcvédőt illetve a védőruházatot.
Vigyázni kell, mert egyes exoterm reakcióikor annyi hő szabadulhat fel, hogy károsíthatja a tárolóedényt.

## Fordítás
Ez a szócikk részben vagy egészben  a   Rubidium hydroxide című angol Wikipédia-szócikk ezen változatának fordításán alapul.  Az eredeti cikk szerkesztőit annak laptörténete sorolja fel. Ez a jelzés csupán a megfogalmazás eredetét és a szerzői jogokat jelzi, nem szolgál a cikkben szereplő információk forrásmegjelöléseként.
Ez a szócikk részben vagy egészben  a   Rubidiumhydroxid című német Wikipédia-szócikk fordításán alapul.  Az eredeti cikk szerkesztőit annak laptörténete sorolja fel. Ez a jelzés csupán a megfogalmazás eredetét és a szerzői jogokat jelzi, nem szolgál a cikkben szereplő információk forrásmegjelöléseként.